# Rungrado May Day Stadium
Rungnado may day stadium ligger i Nordkorea. Det blev færdiggjort den første maj 1989. selvom hovedformålet med stadionet var store parader og for at omverdenens syn på Nordkorea til at ændre sig. Det er det med sine 150.000 tilskuerepladser også verdens største sportsstadion. Det bruges dog også til nogle af de nationale fodboldlandskampe.